# Moto Major
Moto Major is een historisch merk van motorfietsen.
Ze werden geproduceerd in 1947 en 1948 door Ing. Salvatore Majorca in Turijn.
Dit was een Italiaans merk dat motorfietsen bouwde met ingesloten motor (zoals bij de Franse Majestic). De Major had 347 cc en asaandrijving. De productie was zeer beperkt vanwege de dure constructie.